# Elektrotehnička škola Zemun
Elektrotehnička škola "Zemun" (ETŠ "Zemun") je srednja škola u okviru srednjeg stručnog obrazovanja iz oblasti elektrotehnike. Nalazi se u Beogradu, na teritoriji opštine Zemun. 

## Istorijat
Elektrotehnička škola "Zemun" postoji od 1887. godine i prva je stručna škola u Zemunu. Nalazi se u blizini "Pupinovog mosta" koji spaja Zemun i Borču, nadomak Dunavskog šetališta i Kule na Gardošu Архивирано на веб-сајту  (1. април 2019). Današnja zgrada je podignuta 1949. godine i tada je imala internat za učenike. 05.10.1954. godine zvanično je osnovana pod nazivom "Majstorska škola metalske struke u Zemunu". 1960. godine škola menja naziv u "Metaloprerađivačku školu za učenike u privredi" koju je pohađalo 600 đaka. Od 1980. godine škola nosi naziv "Mašinski obrazovni centar", a promenila je naziv u "Mašinska škola Zemun" 1987. godine. Kroz godine menjala je naziv i obrazovne profile da bi aprila 2003. godina dobila naziv Elektrotehnička škola "Zemun" (u daljem tekstu ETŠ "Zemun").

## Obrazovni profili
ETŠ "Zemun" pruža mogućnost školovanja na trogodišnjem i četvorogodišnjem stepenu obrazovanja.
Trogodišnji profili obrazovanja su:
- Elektromehaničar za termičke i rashladne uređaje
- Elektroinstalater

Četvorogodišnji profili obrazovanja su:
- Elektrotehničar računara
- Elektrotehničar informacionih tehnologija
- Elektrotehničar obnovljivih izvora energije
- Elektrotehničar automatike
- Administrator računarskih mreža

Elektromehaničar za termičke i rashladne uređaje je obrazovni profil u okviru koga se školuju stručnjaci osposobljeni za popravku i održavanje svih termičkih i rashladnih uređaja.
Elektroinstalater je obrazovni profil za održavanje, popravku i izvođenje električnih instalacija, popravku svih vrsta električnih uređaja i aparata. Elektroinstalater se bavi i izradom instalacionog pribora i uređaja, izradom razvodnih tabli, mernih grupa, komandnih tabli i pultova, ugrađivanjem i zamenom električna brojila, sklopki, automata i uređaja za merenje, održavanjem i postavljanjem instalacija električne mreže za rasvetu, grejanje, klimatizaciju, peći, radne mašine. Obavlja demontažne i montažne poslove radi održavanja i adaptacije elektroinstalacija.
Elektrotehničar računara je obrazovni profil kojim se stiče znanje tehničara za rad na hardveru i softveru, odnosno tehničara koji se bave održavanjem elektronike samog računara ili realizacijom programa na računaru.
Elektrotehničar informacionih tehnologija je obrazovni profil kojim se stiče znanje za sastavljanje računarske konfiguracije, testiranje njihove ispravnosti i otklanjanje kvarova, instaliranje operativnih sistema, konfiguraciju i održavanje računarske mreže različitih tehnologija, korišćenje internet servisa, kreiranje, modeliranje, razvijanje i implementiranje baze podataka, kreiranje različitih vrsta desktop i veb aplikacija, kao i aplikacija za rad sa bazama podataka i aplikacijama za elektronsko poslovanje.
Elektrotehničar obnovljivih izvora energije je obrazovni profil savremenog sadržaja iz oblasti obnovljivih izvora energije i energetske efikasnosti koji se realizuju kroz teorijsku nastavu, laboratorijske vežbe i praktičnu nastavu. Učenici se upoznaju sa osnovnim elementima i tehnikama mašinske i elektrotehničke prakse. Upoznaju se sa elementima električne instalacije, opreme i pribora, elementima obnovljivih izvora energije, termodinamičkim sistemima, biomasama i geotermalnim sistemima. Učenici imaju mogućnost da rade na sistemima fotonaponskih elektrana i vetroelektrana.
Elektrotehničar automatike je obrazovni profil u okviru koga se školuju stručnjaci za rad na svim mestima, pre svega u proizvodnji, gde postoji potreba za merenjem fizičkih veličina.
Administrator računarskih mreža je obrazovni profil kojim se stiče znanje o različitim operativnim sistemima, sklapanjima i testiranjima računara, arhitekturi i topologiji računarskih mreža, internet servisima, zaštiti računarskih sistema i mreža, programiranju i izradi veb stranica, testiranju mrežnih instalacija, detektovanju i otklanjaju kvarova na mrežnim instalacijama, instaliranju mrežnog operativnog sistema, konfigurisanju servera za mrežni rad i podešavanju servisa na serveru.

## Inovacije u školi
ETŠ "Zemun" je jedna od škola u kojoj je otvorena digitalna učionica. Glavni donator za digitalnu učionicu je kompanija "Samsung" koja je zajedno sa Ministarstvom prosvete, nauke i tehnološkog razvoja zvanično otvorila učionicu 2013. godine. Digitalna učionica je učionica gde umesto udžbenika, papira i olovaka đaci, a i profesori, koriste tablet računare. Na tablet računarima imaju sav materijal neophodan za učenje i savladavanje određenih oblasti iz gradiva. Profesori imaju mogućnost kontrolisanja svih tablet računara koje učenici koriste u toku nastave. U slučaju da učenik ne prati gradivo, profesor ima mogućnost da ga opomene time što mu na ekranu tablet računara izlazi obaveštenje sa porukom 'Molimo za pažnju!'. Takođe postoji opcija deljenja ekrana i kada se ona aktivira sadržaj koji je profesor pripremio pojaviće se na ekranima svih učenika. Prednost digitalne učionice, gde učenici rade testove na tablet računaru, je što se nakon završetka testa odmah vidi rezultat, a profesor ima uvid u to ko je odgovorio tačno, ko netačno, a ko nije ni pokušao da reši određeni zadatak.

## Spoljašnje veze
Više o školi možete pročitati na zvaničnom sajtu škole http://www.ets-zemun.edu.rs/